# Американска белочела рибарка
Американска белочела рибарка (Sternula antillarum) е вид птица от семейство Sternidae.

## Разпространение
Видът е разпространен в Ангуила, Антигуа и Барбуда, Аржентина, Аруба, Американските Вирджински острови, Бахамските острови, Барбадос, Белиз, Бонер, Синт Еустациус, Саба, Бразилия, Британските Вирджински острови, Венецуела, Гваделупа, Гватемала, Гвиана, Доминика, Доминиканската република, Канада, Кайманови острови, Колумбия, Коста Рика, Куба, Кюрасао, Мартиника, Мексико, Монсерат, Панама, Перу, Пуерто Рико, Салвадор, Сейнт Китс и Невис, Сейнт Лусия, Сен Мартен, Сейнт Винсент и Гренадини, Суринам, САЩ, Тринидад и Тобаго, Търкс и Кайкос, Френска Гвиана, Хаити, Хондурас и Ямайка.